# Ascia monuste
Ascia monuste is een vlindersoort uit de familie Pieridae (witjes) en de onderfamilie Pierinae.
Ascia monuste werd in 1764 beschreven door Linnaeus.
Krapéwiwiri is  een waardplant voor de soort.